# Janine Völker
Janine Völker (ur. 19 września 1991 r. w Niemczech) – niemiecka siatkarka, grająca jako przyjmująca. Obecnie występuje w drużynie Schweriner SC.